# Helga Konrad
Helga Konrad (ur. 10 stycznia 1948 w Grazu, zm. 8 października 2024) – austriacka polityk i działaczka samorządowa, parlamentarzystka, w latach 1995–1997 minister.

## Życiorys
W 1967 zdała egzamin maturalny. Studiowała filologię romańską i angielską na Uniwersytecie w Grazu, doktorat uzyskała w 1975. Kształciła się także w Paryżu. Pracowała w styryjskiej izbie pracy, w latach 1980–1993 była dyrektor zarządzającą w instytucji kulturalnej Steirische Kulturinitiative.
Zaangażowała się w działalność polityczną w ramach Socjaldemokratycznej Partii Austrii, pełniła różne funkcje w strukturach SPÖ w Styrii i na szczeblu federalnym. W latach 1987–1990 była radną Grazu, a w latach 1993–1995 członkinią zarządu miasta. Sprawowała mandat posłanki do Rady Narodowej XVIII i XX kadencji (wykonując go czynnie w latach 1990–1993, 1996, 1997–1999). Od kwietnia 1995 do stycznia 1997 w randze ministra wchodziła w skład dwóch ostatnich rządów Franza Vranitzkiego. Odpowiadała głównie za sprawy kobiet (w tym do kwietnia 1996 jako minister bez teki).
W późniejszych latach zajęła się działaniami na rzecz zwalczania handlu ludźmi. Odpowiadała za te kwestie w ramach realizacji Paktu Stabilności dla Europy Południowo-Wschodniej (2000–2004) oraz jako specjalny przedstawiciel OBWE (2004–2006). Została niezależną konsultantką do spraw zwalczania handlu ludżmi.
Odznaczona Wielką Złotą Odznaką Honorową z Gwiazdą za Zasługi dla Republiki Austrii (1999) i chorwackim Orderem Księcia Branimira (2008).